# Baie-Orientale
La Baie-Orientale est un lieu-dit de la partie française de l’île de Saint-Martin, aux Antilles. Elle se situe sur la côte est de l'île, au nord-est de Marigot, sur la route RN7 qui la relie à Quartier-d'Orléans.
Plus de club naturiste ni de terrain de tennis depuis IRMA.

## Étymologie
Le nom provient de sa situation géographique. Sur les cartes anciennes la baie est nommée : « baie d'Orléans » et non pas « Orientale ». On la trouve aussi désignée « Baie des Flamants » : certes, le 22 juin 1676 pendant la guerre de Hollande, une importante flotte des Provinces-Unies y débarqua et saccagea la partie française, mais l'orthographe fait plutôt référence à la présence, dans les étangs salés, d'une colonie de flamants roses qui s'y nourrissaient. Ces oiseaux ont été exterminés depuis longtemps.

## Topographie
La plage est un tombolo (bande de sable) entre l'étang Chevrise et le « tombolo fossile » situé à son extrémité est. C'est une zone plate de sables s'étendant jusqu'à l'étang des Salines d'Orient et adossée au morne Griselle (alt. : 58 m) qui est le pied d'une ride remontant à la crête du Pic Paradis (alt. : 420 m). En son centre, au pied d'une petite butte isolée (haute de 23 m) située en bord de plage, débouche la ravine dite de Petit-fond.

## Urbanisation
En 1985, cette zone était encore totalement vierge de lotissements. Un premier gros projet de développement immobilier n'avait pas abouti, mais à la suite de la loi de défiscalisation DOM-TOM de 1986 dite « Loi Pons » ce fut une pléthore de réalisations immobilières obtenant de nombreuses dérogations à la directive d'Ornano du 25 août 1979, qui déclarait inconstructible la bande des 100 mètres de large le long du littoral. Puis ce fut une succession d'autorisations d'occupations temporaires (AOT) qui permirent l'installation de bars-restaurants et l'occupation de la plage par des plagistes sur presque toute sa longueur. Les destructions produites par l'ouragan Luis en 1995 n'empêchèrent rien, car tout fut très vite reconstruit.

## Services
- Établissements d'enseignement : aucun.
- Services du contrôle vétérinaire.
- Équipements sportifs : terrains privé de tennis, centre équestre et sur la plage : beach-volley, kayak de mer, parachute ascensionnel, catamarans.
- Lieux de cultes : Aucun - (Un bâtiment en forme de chapelle est "décoratif" et sert à d'autres usages que religieux).

## Lieux remarquables et particularités
- En 1848 les deux grands étangs ont été exploitées de façon semi-industrielle : « l'étang Chevrise » par le notaire Charles de Mery d'Arcy associé à Auguste-François Perrinon, les Salines d'Orient par Pierre Daniel Beauperthuy[3].
- Depuis les années soixante-dix, l'extrémité droite de la plage est un club-hôtel naturiste.
- La plage est devenue la plus fréquentée de la partie française.
- Village d'Orient Bay, une zone résidentielle mixte réalisée dans les années 2000 dans un style Bahamian architecture, présentant un large panel colorimétrique typique des Caraïbes et une place animée avec de multiples restaurants.